# NGC 3354
NGC 3354 (również PGC 31941) – galaktyka spiralna (S?), znajdująca się w gwiazdozbiorze Pompy. Odkrył ją John Herschel 1 maja 1834 roku.
W galaktyce tej zaobserwowano supernową SN 2011jl.